# Campeonato Mundial de Gimnasia Artística de 2011
El XLIII Campeonato Mundial de Gimnasia Artística se celebró en Tokio (Japón) entre el 7 y el 16 de octubre de 2011 bajo la organización de la Federación Internacional de Gimnasia (FIG) y la Federación Japonesa de Gimnasia.
Las competiciones se realizaron en el Gimnasio Metropolitano de la capital nipona.

## Resultados

### Masculino
| Evento                         | Oro                                                                                 | Plata | Bronce |
| ------------------------------ | ----------------------------------------------------------------------------------- | --- | --- |
| Concurso completo ind. (14.10) | Kohei Uchimura Japón 93,631 pts.                                                    | Philipp Boy · Alemania · 90,530 pts.                                                                     | Koji Yamamuro Japón 90,255 pts.                                                                                |
| Suelo (15.10)                  | Kohei Uchimura Japón 15,633                                                         | Zou Kai China 15,500                                                                                     | Diego Hypólito · Brasil · Alexander Shatilov · Israel · 15,466                                                 |
| Caballo con arcos (15.10)      | Krisztián Berki · Hungría · 15,833                                                  | Cyril Tommasone Francia 15,266                                                                           | Louis Smith Reino Unido 15,066                                                                                 |
| Anillas (15.10)                | Chen Yibing China 15,800                                                            | Arthur Nabarrete Zanetti · Brasil · 15,600                                                               | Koji Yamamuro Japón 15,500                                                                                     |
| Salto de potro (16.10)         | Yang Hak-Seon Corea del Sur 16,566                                                  | Anton Golotsutskov · Rusia · 16,366                                                                      | Makoto Okiguchi Japón 16,291                                                                                   |
| Paralelas (16.10)              | Danell Leyva Estados Unidos 15,633                                                  | Vasileios Tsolakidis · Grecia · Zhang Chenglong · China · 15,533                                         | |
| Barra fija (16.10)             | Zou Kai China 16,441                                                                | Zhang Chenglong China 16,366                                                                             | Kohei Uchimura Japón 16,333                                                                                    |
| Concurso por equipos (12.10)   | China Zou Kai Teng Haibin Chen Yibing Zhang Chenglong Feng Zhe Yan Mingyong 275,161 | Japón Kohei Uchimura Kazuhito Tanaka Kenya Kobayashi Koji Yamamuro Makoto Okiguchi Yusuke Tanaka 273,093 | Estados Unidos Jacob Dalton Jonathan Horton Danell Leyva Steven Legendre Alexander Naddour John Orozco 273,083 |

### Femenino
| Evento                         | Oro | Plata | Bronce                                                                          |
| ------------------------------ | --- | --- | ------------------------------------------------------------------------------- |
| Concurso completo ind. (13.10) | Jordyn Wieber Estados Unidos 59,382 pts.                                                                     | Viktoria Komova · Rusia · 59,349 pts.                                                                                               | Yao Jinnan China 58,598 pts.                                                    |
| Suelo (16.10)                  | Xenia Afanaseva · Rusia · 15,133                                                                             | Sui Lu China 15,066 | Alexandra Raisman Estados Unidos 15,000                                         |
| Salto de potro (15.10)         | McKayla Maroney Estados Unidos 15,300                                                                        | Oksana Chusovitina · Alemania · 14,733                                                                                              | Phan Thị Hà Thanh Vietnam 14,666                                                |
| Barras asimétricas (15.10)     | Viktoria Kómova · Rusia · 15,500                                                                             | Tatiana Nabieva · Rusia · 15,000 | Huang Qiushuang China 14,833                                                    |
| Barra (16.10)                  | Sui Lu China 15,866                                                                                          | Yao Jinnan China 15,233 | Jordyn Wieber Estados Unidos 15,133                                             |
| Concurso por equipos (11.10)   | Estados Unidos Sabrina Vega Jordyn Wieber McKayla Maroney Aly Raisman Gabby Douglas Alicia Sacramone 179,411 | Rusia · Xeniya Afanasieva · Viktoriya Komova · Anna Dementieva · Yuliya Belokobylskaya · Tatiana Nabieva · Yuliya Inshina · 175,329 | China Huang Qiushuang Yao Jinnan Tan Sixin Sui Lu Jiang Yuyuan He Kexin 172,820 |

## Medallero
| Núm. | País           | Oro | Plata | Bronce | Total |
| ---- | -------------- | --- | ----- | ------ | ----- |
| 1    | China          | 4   | 5     | 3      | 12    |
| 2    | Estados Unidos | 4   | 0     | 3      | 7     |
| 3    | Rusia          | 2   | 4     | 0      | 6     |
| 4    | Japón          | 2   | 1     | 4      | 7     |
| 5    | Corea del Sur  | 1   | 0     | 0      | 1     |
| 5    | Hungría        | 1   | 0     | 0      | 1     |
| 7    | Alemania       | 0   | 2     | 0      | 2     |
| 8    | Brasil         | 0   | 1     | 1      | 2     |
| 9    | Francia        | 0   | 1     | 0      | 1     |
| 9    | Grecia         | 0   | 1     | 0      | 1     |
| 11   | Israel         | 0   | 0     | 1      | 1     |
| 11   | Reino Unido    | 0   | 0     | 1      | 1     |
| 11   | Vietnam        | 0   | 0     | 1      | 1     |
|      | TOTAL          | 14  | 15    | 14     | 43    |